# Sami Mustonen
Sami Mustonen (n. 6 aprilie 1977, Kemijärvi, Lapin lääni, Finlanda) este un sportiv ce a reprezentat Finlanda, medaliat olimpic. A participat la 3 ediții ale Jocurilor Olimpice (1998, 2002, 2006) în care a câștigat o medalie de bronz.